# Matthias Freihof
Matthias Freihof (Plauen, 25 novembre 1961) è un attore tedesco.

## Biografia
Freihof studiò alla Hochschule für Schauspielkunst di Berlino Est e debuttò al Maxim-Gorki-Theater. Divenne noto nel 1989 con il ruolo da protagonista nel film Coming Out di Heiner Carow, il primo film girato nella Repubblica Democratica Tedesca a trattare tematiche omosessuali. Nel 1996-97 interpretò l'insegnante Boris Magnus nella soap-opera Marienhof. Dal 1998 al 2003 recitò nel telefilm Siska, nella parte dell'assistente Lorenz Wigand. Ebbe anche parti minori nei telefilm Il commissario Köster, Mona M. e Squadra Speciale Cobra 11.
Freihof è anche noto come cantante. Un suo pezzo del 1989 è intitolato Schmeckt dein Leben nach Kamillentee.
Saltuariamente, insegna alle scuole berlinesi di cinema Hochschule für Schauspielkunst e Berliner Schule für Schauspiel.
Nel film Operazione Valchiria del 2008, Freihof interpretò Heinrich Himmler in due brevi scene, che in fase di montaggio furono tuttavia eliminate.

## Filmografia

### Cinema
- Coming Out, regia di Heiner Carow (1989)
- Heutemorgen, regia di Peter Nix (1992)
- Im Zeichen der Liebe, regia di Radu Gabrea (1994)
- Not a Love Song, regia di Jan Ralske (1997)
- Halberstadt, regia di Achim von Borries (1998)
- Drei Wünsche, regia di Rudolf Jula (2000)
- Zurück auf Los!, regia di Pierre Sanoussi-Bliss (2000)
- Führer Ex, regia di Winfried Bonengel (2002)
- Operazione Valchiria, regia di Bryan Singer (2008)
- Die Friseuse, regia di Doris Dörrie (2010)

### Televisione
- Non con me tesoro (Nicht mit mir, Liebling), regia di Thomas Nennstiel – film TV (2012)